# Klaus Stroink
Klaus Stroink (Vilanova i la Geltrú, el Garraf, 1995) és un actor de doblatge i un trompetista català d'origen alemany. Actualment, forma part dels grups Buhos, Stay Homas i Playgrxvnd.
Stroink va començar posant veu a Nemo de Buscant en Nemo, l'any 2003, tant en català com en castellà, amb només vuit anys. Ha doblat pel·lícules com L'Arthur i els minimoys, Pérez, el ratolí dels teus somnis o Big Hero 6. La seva mare declarà que "els diners que guanyava els ingressaven en un compte i que de tant en tant li feien regals perquè ell veiés que el seu esforç tenia recompensa".

## Discografia
Amb Buhos
- «Lluna plena» Àlbum, 2016[4]
- «La Gran Vida» Àlbum, 2018[4]
- «Connectats» Senzill, 2019[4]
- «El dia de la Victòria» Àlbum, 2020[4]

Amb Stay Homas
- «Desconfination» Àlbum, 2020[5]
- «Agua» EP, 2020[6]
- «Homas» Àlbum, 2023